# Colțea (Brăila)
Colțea es una localidad rumana de la comuna de Roșiori, en el condado de Brăila.

## Historia
Hacia finales del siglo XIX la localidad, que ya por entonces pertenecía al condado de Brăila, formaba parte de la comuna homónima de Colțea y tenía contabilizada una población de 760 habitantes.
En la segunda mitad del siglo XX la localidad había pasado a formar parte de la comuna de Roșiori. En el censo de 2021 la localidad tenía una población de 434 habitantes.